# Gustavo Deco
Gustavo Deco (Rosario, 1961) es un neurocientífico y catedrático argentino.

## Biografía
Doctor en física por la Universidad Nacional de Rosario, en ciencias de la computación por la Universidad Técnica de Múnich y en psicología por la Universidad de Múnich, en 1990 formó parte del equipo de Computación Neural del Centro de Investigación de Siemens en Múnich (Alemania). Es profesor de investigación de la Institución Catalana para la Investigación y Estudios Avanzados (ICREA) y catedrático de la Universidad Pompeu Fabra (UPF), institución donde dirige el grupo de investigación en Neurociencia Computacional (CNS) y el Center for Brain and Cognition (CBC). Ha obtenido del Consejo Europeo de Investigación (ERC) la ayuda Advanced Grant y participa en el proyecto insignia de la Comisión Europea, Human Brain Project (HBP).
De reconocido prestigio internacional, el objetivo principal de su investigación es dilucidar con precisión los principios computacionales subyacentes a las funciones cerebrales en la salud y también cuando se da enfermedad cerebral.